# Zona Industriale (gruppo musicale)
Zona Industriale fu un gruppo musica post-industriale e Power electronics della scena italiana degli anni ottanta del XX secolo. Il gruppo pubblicò nel suo periodo di attività, fino al 1987 5 album.

## Storia del gruppo

### IZeNeutro: Tra sonorità post-industriali, suoni trovati e musica concreta
Gli Zona Industriale furono un duo Industrial di Cosenza composto da Michele Pingitore e Pino Iannelli e fondato nel 1983. È di quell'anno il loro primo album dal titolo "IZ", inizialmente autoprodotto e poi ristampato nel 1996 e nel 2003 dalla Slaughter Productions. L'album, che prevedeva un riassemblamento compositivo di suoni registrati dal vero, era composto discorsi radiofonici inframezzati da frequenze radio, registrazioni carpite dal quotidiano come asciugacapelli, stazioni ferroviarie e crepitii di porte e legni, oltre a campioni prelevati da dischi per effetti speciali, traducendo in musica le sonorità della routine e della noia di tutti i giorni, ed escludendo totalmente le consuete strumentazioni musicali.
Nel 1985 pubblicarono "Neutro" per la milanese ADN. Nel 1986 pubblicarono Away per l'olandese BloedvlagProdukt che può essere considerata la loro ultima cassetta

### DaSequenzeadAway: dal rumorismo alla scala temperata
Il sound del gruppo inizialmente era molto industriale e rumorista, da "Sequenze" in poi diventò più evanescente e dilatato, verso sonorità rarefatte con implicazioni ambient prevedendo sempre più strumenti a scala temperata.
Hanno partecipato a varie compilation su nastro italiane e non. Il gruppo realizzò anche tre importanti fanzine che sintetizzava il loro pensiero: La fine del rumore (1984 - Zona 2); No (con allegata la cassetta "Sequenze") (1985 Zona - 3); Dokument- Dimensione Kafka (1987 - Zona 4) quest'ultima dedicata interamente allo scrittore Franz Kafka può essere considerato l'ultima produzione del gruppo. Queste fanzine furono realizzate anche con la collaborazione di altri musicisti e artisti come Giancarlo Toniutti, Daniela Giombini e altri.
Nel 2009 è uscito un CDR "Lost Symphonies Of The Twilight (Death In Cosenza) 1981-1985", allegato alla fanzine Herz Und Geist, una compilation di gruppi new wave, post punk e sperimentali di Cosenza dei primi anni ottanta, c'è anche un brano "After" di Zona Industriale estratto dalla loro prima cassetta.

## Discografia

### Album
- -1983 - IZ (Cassetta C60, Zona 1 - autoprodotto, ristampa su Cassetta 1996 Slaughter Productions, ristampa su CD 2003 Slaughter Productions. 2015 - ristampa su Cassetta per Angst (Roma), in una confezione con allegato materiale visivo tratto dal booklet originale e dalla magazine La fine del rumore) - 2024 Ristampa su CD (glass master) con booklet originale in A5 e inserto adesivo sticker, edizione di 100 copie su Menstrual Recordings (Italia/Svizzera).
- 1985 - Neutro (Cassetta C45, ADN, ristampa su cassetta Narcolepsia (Portogallo) 2020)
- 1985 - Sequenze (Cassetta C20, Zona 3 - autoprodotto)
- 1986 - Away (Cassetta C46, BloedvlagProdukt - ristampa su cassetta Narcolepsia (Portogallo) 2023)
- 1987 - Requiem (Cassetta C45, Discipline Produzioni) - 2024 Ristampa su CD Deluxe Digipack su Tribe Tapes (USA)

### Raccolte
- 1996 - Pornografia: Materiali/Frammenti (Slaughter Productions)
- 1997 - Materiali 1985-87 (Slaughter Productions)

### Split
- 1985 - Anhelo (con Tasaday e Lyke Wake - Anhelo Tapes)

### Single
2024 - Fear of Darkness (nocturnal fragments) - 777was666 (Japan) digitale e vinile 7 pollici (solo un lato) in tiratura limitata. 

### Compilation
- 1984 - Capannoni Febbricitanti - con il brano Variazione N° 4070 (Tre Fasi) (Cassette C60, Megamagomusic)
- 1985 - Macchinazione - con il brano La Forma (Cassetta, Doposhot)
- 1986 - Aritmia - con il brano Il Tempio Delle Tenebre (Cassetta, Doposhot)
- 1986 - The World, The Flesh And The Devil - con il brano Metamorfosi Part 1 & 2 (Cassetta, Déviation Culturelle)
- 1986 - Idealistic Idiot - con il brano Inside (Cassetta, BloedvlagProdukt)
- 1987 - Risvegli Notturni - con il brano Pausa M.A. (Excerpt From Sequenze) (Cassetta, Discipline Produzioni)
- 2009 - Lost Symphonies Of The Twilight (Death In Cosenza) 1981-1985 - con il brano After (da IZ) (CDr, Herz Und Geist)

Lost Track: Between (per una compilation su cassetta finlandese mai uscita) e Delirio (per una raccolta su nastro a cura dell'ADN).